# Bedidy
Bedidy is een plaats en commune in het zuiden van Madagaskar, behorend tot het district Amparafaravola, dat gelegen is in de regio Alaotra-Mangoro. Tijdens een volkstelling in 2001 telde de plaats 9.966 inwoners.
De plaats biedt enkel lager onderwijs aan. 99 % van de bevolking werkt als landbouwer. Het belangrijkste landbouwproduct is rijst; andere belangrijke producten zijn mais en maniok. Verder is 1% actief in de dienstensector.